# スラヴォイ・ジジェクによる倒錯的映画ガイド
『スラヴォイ・ジジェクによる倒錯的映画ガイド』（スラヴォイ・ジジェクによるとうさくてきえいがガイド、The Pervert's Guide to Cinema）は、2006年のドキュメンタリー映画。精神分析家のスラヴォイ・ジジェクが精神分析学的観点から40本以上の映画を解説する。

## 解説された映画
| - 『蜃気楼の女』 (1931年) - 『マトリックス』 (1999年) - 『鳥』 (1963年) - 『サイコ』 (1960年) - 『我輩はカモである』 (1933年) - 『モンキー・ビジネス』 (1931年) - 『エクソシスト』 (1973年) - 『怪人マブゼ博士』 (1933年) - 『エイリアン』 (1979年) - 『独裁者』 (1940年) - 『マルホランド・ドライブ』 (2001年) - 『ふしぎの国のアリス』 (1951年) - 『赤い靴』 (1948年) - 『博士の異常な愛情 または私は如何にして心配するのを止めて水爆を愛するようになったか』 (1964年) - 『ファイト・クラブ』 (1999年) - 『夢の中の恐怖』 (1945年) - 『カンバセーション…盗聴…』 (1974年) - 『ブルーベルベット』 (1986年) - 『めまい』 (1958年) - 『惑星ソラリス』 (1972年) - 『ワイルド・アット・ハート』 (1990年) - 『ロスト・ハイウェイ』 (1997年) | - 『仮面/ペルソナ』 (1966年) - 『イン・ザ・カット』 (2003年) - 『アイズ・ワイド・シャット』 (1999年) - 『ピアニスト』 (2001年) - 『トリコロール/青の愛』 (1993年) - 『エイリアン4』 (1997年) - 『ドッグヴィル』 (2003年) - 『オズの魔法使』 (1939年) - 『フランケンシュタイン』 (1931年) - 『十戒』 (1956年) - 『逃走迷路』 (1942年) - 『裏窓』 (1954年) - 『泥棒成金』 (1955年) - 『北北西に進路を取れ』 (1959年) - 『スター・ウォーズ エピソード3/シスの復讐』 (2005年) - 『デューン/砂の惑星』 (1984年) - 『クバンのコサック』 (1949年) - 『イワン雷帝（第2部）』 (1958年) - 『プルートの化け猫裁判』 (1935年) - 『ストーカー』 (1979年) - 『街の灯』 (1931年) |